# Psilotrichum ovatum
Psilotrichum ovatum är en amarantväxtart som beskrevs av Albert Peter. Psilotrichum ovatum ingår i släktet Psilotrichum och familjen amarantväxter. Inga underarter finns listade i Catalogue of Life.